# Tyler Technologies
 (février 2021).
Tyler Technologies est une entreprise américaine spécialisée dans la conception et la gestion de logiciels parapublics et publics.

## Histoire
En février 2021, Tyler annonce l'acquisition pour 2,3 milliards de dollars de NIC, spécialisée dans le même secteur.